# 汉口碉堡群
汉口碉堡群，是中华人民共和国湖北省武汉市的一处市级文物保护单位，该文物分属东西湖区、江汉区、江岸区三个市辖区。各处碉堡所在地域不甚相同，建造时间与建造者亦不一。

## 子项
| 子项名称           | 所在辖区            | 具体地址   | 图片 | 简介 |
| ------------------ | ------------------- | ---------- | ---- | ---- |
| 岱家山张公堤碉堡群 | 江汉区              | 张公堤沿线 |      |      |
| 岱家山张公堤碉堡群 | 东西湖区            | 张公堤沿线 |      |      |
| 岱家山张公堤碉堡群 | 江岸区              | 张公堤沿线 |      |      |
| 岱家山张公堤碉堡群 | 岱家山附近          |            |      |      |
| 岱家山张公堤碉堡群 | 京广铁路二道桥附近  |            |      |      |
| 建设大道碉堡       | 惠济二路站D出口东北 |            |      |      |
| （头道街碉堡）     | 头道街站以东        |            |      |      |

## 文物保护
2011年3月21日，岱家山张公堤碉堡群等多处碉堡（群）以“汉口碉堡群”的名义被武汉市人民政府列为第五批武汉市文物保护单位。
各碉堡项目的保护范围与建设控制地带如下：
（1）汉口碉堡群01（武汉市江岸区轨道交通一号线头道街站附近）
保护范围：汉口碉堡群旧址本体及周围一定范围。四至：以碉堡外墙为界，四周各向外延伸10米。
建设控制地带：以保护范围四至为界，四周各向外延伸20米。
（2）汉口碉堡群02（武汉市江岸区建设大道武汉晚报社附近）
保护范围：汉口碉堡群旧址本体及周围一定范围。四至：以碉堡外墙为界，四周各向外延伸10米。
建设控制地带：以保护范围四至为界，东南面与保护范围相切至街头绿地东侧围墙线，西南面向外延伸39米，西北面向外延伸34米至建设大道规划道路中线，东北面向外延伸10米。
（3）汉口碉堡群03（武汉市江岸区张公堤附近）
保护范围：汉口碉堡群旧址本体及周围一定范围。四至：以碉堡外墙为界，四周各向外延伸10米。
建设控制地带：以保护范围四至为界，四周各向外延伸20米。